# 덩쯔치
덩쯔치(중국어: 鄧紫棋, 병음: Dèng Zǐ qí, 한자음: 등자기, 광둥어: Tang Tsz kei, 영어: Gloria Tang 글로리아 탕[*], 본명: 등시영(鄧詩穎), 광둥어: Tang Si wing, 1991년 8월 16일 ~ )은 중화인민공화국이자, 홍콩 현지에서는 Get Everybody Moving의 약자인 G.E.M이라는 이름으로 유명하다. 랩노래는 소화가 가능하다.

## 데뷔 전
- 중화인민공화국 상하이에서 출생하였으며 지난날 한때 중화인민공화국 광둥 성 광저우에서 잠시 유아기를 보낸 적이 있는 그녀는 7세에 홍콩 교육방송(ETV)에 출연했다.
- 13세에 가라오케 전문 그룹인 가주홍(加州紅)의 자선 바자회 광고에 진혁신과 함께 출연했다.
- 2006년 웨스트라이프의 아시아 순회 공연에서 게스트로 참석해 공연했다.

## 음반

### 개인 음반
- G.E.M(EP + DVD, 광동어/국어)(2008년) - 데뷔 음반
- 18(Album + DVD, 광동어/국어)(2009년)
- 18 Plus(Taiwan Edition, Album + DVD)(2009년) - 홍콩 데뷔 타이틀곡인 Where Did U Go를 중국어로 번안한 사불완적온유(寫不完的溫柔)를 수록해 대만에 진출했다
- My Secret(Album + DVD, 광동어/국어)(2010년)
- Xposed(Album + DVD, 광동어/국어)(2012년)

### 베스트 음반
- The Best Of 2008-2012(Album, 광동어/국어)(2013년)

### 콘서트 실황 음반 및 DVD
- Get Everybody Moving Concert 2011(DVD, 광동어/국어)(2011년)
- X.X.X. Live 2013(CD, 광동어//국어)(2013년)

### 대표곡
- Where Did U Go - 광동어 (2008년) - 데뷔곡
- 수공주(睡公主) - 광동어 (2008년)
- All About You - 광동어 (2009년)
- Game Over - 광동어 (2009년)
- A.I.N.Y - 국어 (2009년) - 히트곡
- 사불완적온유(寫不完的溫柔) - 국어 (2009년)
- Good To Be Bad - 광동어 (2010년)
- Get Over You - 광동어 (2010년)
- 아적비밀(我的秘密) - 국어 (2010년)
- One Button - 국어 (2010년)
- Someday I'll Fly - 광동어 (2012년)
- What Have U Done - 광동어 (2012년)
- 포말(泡沫) - 국어 (2012년) - 히트곡
- 희환니(喜歡你)--광동어 (2014년) -히트곡
- 다원두요재일기(多遠都要在一起) 국어 (2015년)

### 참여곡 및 기타 미수록곡
- Sleeping Beauty - 수공주 영어버전 (2008년)
- What Makes It To - 회억적사루 영어버전 (2008년)
- Do You Know - Say It Loud 영어버전 (2008년)
- 몽환조합(夢幻組合) - 쌍자공주2 주제가 (2009년)
- Cheer Up! - 태양계획2009 주제가 (With. 용조아, 장경헌, 임준걸, 영아, 진위정, 쿠라키 마이)(2009년)
- 식연음주강조구(食煙飮酒講粗口) (Feat. 임해봉)(2009년) - 임해봉(林海峰)의 "Yes,I...do"에 수록
- 합창가(合唱歌)(Feat. 측전) (2009년) - 측전(側田)의 "我沒有變過 愛的習慣(아몰유변과 애적습관)"에 수록
- 아리아체지가(亞莉亞蒂之歌) (2010년)
- 애재당하(愛在當下) - 태양계획2011 주제가 (With. C AllStar) (2011년)
- 접연화(蝶戀花) - 천룡팔부 광동어 주제가 (2012년)
- 무처불락(無處不樂) (Feat. 정당, 곡완정, 길극전일) - QQ뮤직 주제가 (2012년)
- 니파아관취(你把我灌醉) (2013년) - "The Best Of 2008-2012" 리패키지에 수록
- 기적(奇蹟)(Acoustic Mix) (2013년) - "The Best Of 2008-2012" 리패키지에 수록
- 우이(偶爾) (2013년) - Live Piano Session Part. 1(X.X.X. Live CD판에 수록)
- 시부(是否) (2013년) - Live Piano Session Part. 2(X.X.X. Live CD판에 수록)
- 아적비밀(我的秘密) (2013년) - Live Piano Session Part. 3(X.X.X. Live CD판에 수록)
- 후회무기(後會無期) (2014년) - 영화 "後會無期(후회무기)" 주제가
- 희환니(喜歡你)--광동어 (2014년)
- 용권풍(龙卷風) (2014년)
- 다원두요재일기(多遠都要在一起) (2015년)--2015중국 CCTV 춘완에 출연

## 콘서트 투어
- 2009년: G.E.M. 18 LIVE 2009 --(4 Stops)
- 2011-2012: Get Everybody Moving Concert(월드투어) -- (13 Stops)
- 2013-2015 : X.X.X. Live (월드 투어) -- (56 Stops) 2015년 3월 12일 전까지

## 출연 작품
- 보지애니(保持愛你, Love Connected) - 카메오
- 애출묘(愛出貓, Trick or Cheat)
- 주먹왕 랄프(無敵破壞王, Wreck-It Ralph) - 목소리 출연(더빙)
- 동소저(懂小姐) - 카메오

## 특이 사항 및 기타
- 덩쯔치의 음악적 재능은 순전히 외가 쪽에서 물려받았는데 어머니가 상해 음악학원에서 성악을 전공하였고, 외할머니는 성악 교수였다. 또한 외할아버지는 관현악단에서 섹소폰을 연주하였으며 외삼촌은 바이올린을 전공했다.
- 이러한 환경 덕택에 덩쯔치는 다섯 살때부터 음악의 길을 걷기 시작했고 열 살때 작사 및 작곡을 시작했다. 열세살 때는 8급의 피아노 실력을 가지게 되었다.
- 가족들 중 유난히 외할머니의 사랑을 많이 받았던 덩쯔치는 뒷날 Get Everybody Moving 2011 공연 연습 중 외할머니의 부음을 전해듣고, 본 공연에서 You Raise Me Up을 부르며 외할머니에 대한 추억을 그리워했다. 4집 Xposed에 실린 不存在的存在(부존재적존재)의 가사는 외할머니를 그리워하고 추모하는 내용이다.
- 덩쯔치의 발음이 흡사 혀짧은 것처럼 독특하여 해외파 출신이 아니냐는 의혹이 있었지만 왼쪽 턱뼈의 이상으로 현재 아래 치아의 교합이 불가능한 상황이다. 이 때문에 흡사 바람 새는 듯한 액센트가 나온다.
- 데뷔 3년만인 2011년 5월 14일~16일 이틀에 걸쳐 홍콩의 홍관 체육관에서 Get Everybody Moving 2011 콘서트를 가졌는데, 홍콩 여자 가수 중 트윈스 출신의 채탁연 이후 가장 어린 나이(만 19세)에 홍관에서 공연을 가진 기록을 세웠다.
- 2013년 10월 9일 서울 잠실의 올림픽 주 경기장에서 열리는 2013 아시아 송 페스티벌에 홍콩 대표로 참석했다.[1]
- 2014년 중국판 나는 가수다(我是歌手) 시즌2에 홍콩 출신의 최연소 가수로 출연하였고, 총 14회의 경연 중 패자부활전을 제외한 13회의 경연 중 4번의 1위를 차지하였다. 방영 내내 가창력과 패션, 퍼포먼스 등이 큰 이슈가 되면서 대륙에서의 인지도가 급상승해졌다. 최종 결승전에서 2위를 하면서 가후로 등극되었다.